# Daniel Winnik
Daniel Spencer Winnik (* 6. Mai 1985 in Toronto, Ontario) ist ein ehemaliger kanadischer Eishockeyspieler, der im Verlauf seiner aktiven Karriere zwischen 2003 und 2024 unter anderem über 850 Partien für die Phoenix Coyotes, Colorado Avalanche, San Jose Sharks, Anaheim Ducks, Toronto Maple Leafs, Pittsburgh Penguins, Washington Capitals und Minnesota Wild in der National Hockey League (NHL) auf der Position des Centers bestritten hat. Die letzten sechs Spielzeiten verbrachte Winnik beim Genève-Servette HC aus der Schweizer National League.

## Karriere
Daniel Winnik begann seine Karriere als Eishockeyspieler bei den Wexford Raiders, für die er von 2001 bis 2003 in der Ontario Provincial Junior A Hockey League aktiv war. Anschließend spielte er drei Jahre lang für die Mannschaft der University of New Hampshire. In dieser Zeit wurde er im NHL Entry Draft 2004 in der neunten Runde als insgesamt 265. Spieler von den Phoenix Coyotes ausgewählt. Gegen Ende der Saison 2005/06 stand Winnik erstmals für Phoenix’ Farmteam aus der American Hockey League, die San Antonio Rampage, auf dem Eis. Nachdem Winnik auch in der folgenden Spielzeit ausschließlich für San Antonio aktiv gewesen war, erzielte der Center in seinem Rookiejahr in der NHL-Saison 2007/08 in 79 Spielen insgesamt 26 Scorerpunkte, darunter elf Tore. In der darauffolgenden Saison fiel seine Punkteausbeute jedoch drastisch, infolgedessen wurde er kurzzeitig wieder in das AHL-Farmteam geschickt. Mit den Coyotes erreichte er in der Saison 2009/10 erstmals die Play-offs, allerdings schied man in der ersten Runde gegen die Detroit Red Wings aus.
Am 28. Juni 2010 wurde der Angreifer während der Off-Season im Tausch gegen ein Viertrunden-Wahlrecht für den NHL Entry Draft 2012 zur Colorado Avalanche transferiert. Diese gaben ihn am 27. Februar 2012 gemeinsam mit T. J. Galiardi und einem Siebtrunden-Wahlrecht im Austausch für Jamie McGinn, Mike Connolly und Michael Sgarbossa an die San Jose Sharks ab. Am 20. Juli 2012 wurde er als Free Agent von den Anaheim Ducks für zwei Jahre unter Vertrag genommen. Für diese erzielte er bei seinem ersten NHL-Einsatz am 19. Januar 2013 im Auswärtsspiel bei den Vancouver Canucks sogleich zwei Tore. Im Sommer 2014 verließ Winnik die Anaheim Ducks und schloss sich den Toronto Maple Leafs an. Dort blieb der Kanadier nur knapp ein halbes Jahr, bis er im Februar 2015 an die Pittsburgh Penguins abgegeben wurde. Die Maple Leafs erhielten im Gegenzug Zach Sill, ein Viertrunden-Wahlrecht für den NHL Entry Draft 2015 sowie ein Zweitrunden-Wahlrecht für den NHL Entry Draft 2016. Winnik beendete die Saison in Pittsburgh, woraufhin sein Vertrag jedoch nicht verlängert wurde und er als Free Agent im Juli 2015 zu den Toronto Maple Leafs zurückkehrte.
Bereits im Februar 2016 wurde Winnik jedoch samt einem Fünftrunden-Wahlrecht für den NHL Entry Draft 2016 an die Washington Capitals abgegeben, die im Gegenzug Brooks Laich, Connor Carrick und ein Zweitrunden-Wahlrecht für den gleichen Draft nach Toronto schickten. Nach der Saison 2017/18 erhielt Winnik keinen weiterführenden Vertrag in Washington und schloss sich daher als Free Agent im Oktober 2017 den Minnesota Wild an. Dort erfüllte er einen Einjahresvertrag, der im Sommer 2018 nicht verlängert wurde. Anschließend wechselte Winnik erstmals nach Europa, indem er im Oktober 2018 beim Genève-Servette HC aus der Schweizer National League einen Einjahresvertrag unterzeichnete. In der Folge wurde der Vertrag des Kanadiers mehrfach verlängert. Mit dem Klub aus Genf gewann der Stürmer im Jahr 2023 die Schweizer Meisterschaft und in der folgenden Spielzeit die Champions Hockey League. Nach der Saison 2023/24 verließ Winnik Servette nach insgesamt sechs Jahren und gab im Juni 2024 das Ende seiner aktiven Karriere bekannt.

### International
Für sein Heimatland nahm Winnik mit der kanadischen Nationalmannschaft an den Olympischen Winterspielen 2022 in der chinesischen Hauptstadt Peking teil, wo er mit der Mannschaft den sechsten Rang belegte. In fünf Turnierspielen erzielte er dabei zwei Scorerpunkte.

## Erfolge und Auszeichnungen
| - 2005 Hockey East All-Tournament-Team - 2006 Hockey East Second All-Star-Team - 2019 Spengler-Cup-Gewinn mit dem Team Canada | - 2023 Schweizer Meister mit dem Genève-Servette HC - 2024 Champions-Hockey-League-Gewinn mit dem Genève-Servette HC |

## Karrierestatistik

### International
Vertrat Kanada bei:
- Olympischen Winterspielen 2022

(Legende zur Spielerstatistik: Sp oder GP = absolvierte Spiele; T oder G = erzielte Tore; V oder A = erzielte Assists; Pkt oder Pts = erzielte Scorerpunkte; SM oder PIM = erhaltene Strafminuten; +/− = Plus/Minus-Bilanz; PP = erzielte Überzahltore; SH = erzielte Unterzahltore; GW = erzielte Siegtore; 1 Play-downs/Relegation; Kursiv: Statistik nicht vollständig)